# フーピー (映画)
『フーピー』（Whoopee!）は、アメリカ合衆国のプレコード・ミュージカル・コメディ映画。
ソーントン・フリーランド監督、エディ・カンター、エセル・シューテイ、ポール・グレゴリー、エレノア・ハント出演。二色法テクニカラーで撮影された。
1928年、フローレンツ・ジーグフェルド・ジュニアのプロデュースによるミュージカル『フーピー』に沿った脚本となっている。

## あらすじ
サリーはネイティブ・アメリカンのワナニスを愛しているが、父親が結婚を許さない。父親はサリーとボブ・ウエルズ保安官を結婚させようとしている。サリーはワナニスへの愛を確信し、農民のヘンリー・ウィリアムズを騙してジェローム・アンダーウッドの牧場への逃走の手助けをさせる。ウエルズ保安官がサリーを探しに来ると、料理中に真っ黒になったヘンリーに気付かずトラブルが巻き起こる。

## キャスト
- ヘンリー・ウィリアムズ：エディ・カンター
- メアリー・カスター：エセル・シューティ
- ワナニス：ポール・グレゴリー
- サリー・モーガン：エレノア・ハント

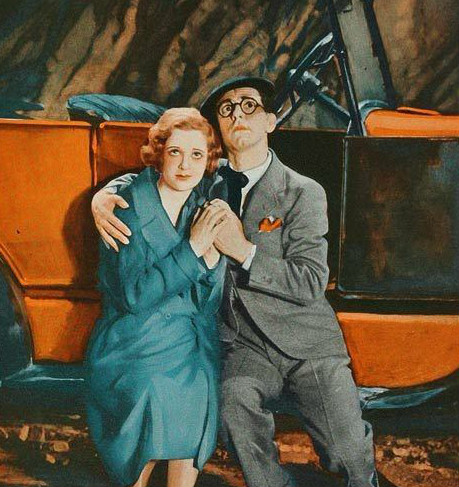
牧場へ逃走中のシーン。

- ボブ・ウエルズ保安官：ジャック・ラザフォード
- ジャッド・モーガン：ウォルター・ロー
- ジェローム・アンダーウッド：スペンサー・チャーターズ
- チェスター・アンダーウッド：アルバート・ハケット
- ハリエット・アンダーウッド：マリアン・マーシュ

## 製作
フローレンツ・ジーグフェルド・ジュニアとサミュエル・ゴールドウィンのプロデュース、ソーントン・フリーランドの監督による映画作品である。ブロードウェイのレヴューやミュージカル・コメディそして歌手として有名であったエディ・カンターがこの作品で映画スターとなった。ビクター所属アーティストとして有名であったジョージ・オルセンは舞台版および映画版双方で活躍した。他にエレノア・ハント、エセル・シューテイ(オルセンの妻)、ポール・グレゴリーらが出演した。のちにスターとなるベティ・グレイブル、ポーレット・ゴダード、アン・サザーン、ヴァージニア・ブルース、クレア・ドッドがクレジット無しであるが「ゴールドウィン・ガールズ」として出演していた。
バスビー・バークレーおよびアルフレッド・ニューマンはこの作品でハリウッドのキャリアを始めた。装置デザインのリチャード・デイおよび撮影のグレッグ・トーランドはのちにオーソン・ウェルズと共に有名となった。H・ブルース・ハンバーストーンはクレジットはないが助監督を務めた。

## 派生作品
2012年、『アメリカン・ダッド』シーズン8プレミアにおいて楽曲「Makin' Whoopee」が使用された。

## 受賞歴
第4回アカデミー賞においてアカデミー美術賞にリチャード・デイがノミネートされた。